# Тер-Оганьян, Авдей Степанович
Авде́й Степа́нович Тер-Оганья́н (9 декабря 1961, Ростов-на-Дону) — советский и российский художник, основатель товарищества «Искусство или смерть», галереи в Трёхпрудном переулке, галереи «Вперёд!». Один из ярких представителей Московского акционизма. Первый художник-политэмигрант в постсоветской России.

## Биография
Родился 9 декабря 1961 года в Ростове-на-Дону.
Учился в детской художественной школе, где познакомился со своим, как он считает, единственным настоящим учителем, скульптором Борисом Ивановичем Мыгасом. Был участником клуба «ЭТО». C 1978 по 1982 год учился в Ростовском художественном училище им. М. Б. Грекова, которое так и не окончил, поскольку дважды был из него исключён за эстетическую несовместимость. В 1988 году основал в Ростове-на-Дону товарищество «Искусство или смерть». В 1988 году впервые в России организовал выставку товарищества в ростовском общественном кооперативном туалете.
В 1989 г. перебрался в Москву. Руководил галереей в Трёхпрудном переулке, галереей «Вперёд!».
В 1995—1998 руководил «Школой современного искусства», в которой обучал подростков (в том числе своего сына Давида) теории и практике авангардного и поставангардного искусства, часть которых стали действовать  Общество Радек.
На выставке «Арт Манеж-98» 4 декабря 1998 года Авдей Тер-Оганьян выступил с перформансом «Юный безбожник», где он публично рубил топором репродукции православных икон, после чего против него было открыто уголовное разбирательство по обвинению в разжигании религиозной вражды (статья УК РФ 282). Не дожидаясь суда, Авдей Тер-Оганьян эмигрировал и получил политическое убежище в Чехии. Жил и работал в Берлине, где возобновил работу Школы современного искусства и галереи «Вперед!». По утверждению журналиста издания Коммерсантъ Анны Толстовой, является «первым художником-политэмигрантом в истории пост-советской России».
Творчеству и судьбе Тер-Оганьяна посвящена книга Мирослава Немирова «А. С. Тер-Оганьян: Жизнь, Судьба и контемпорари арт» (1999). Некоторые критики считают, что Авдей Тер-Оганьян и все художники «Трёхпрудного» относились к категории художников, которые в Москве «определили дух девяностых».
В рейтинге журнала «Артхроника» «50 самых влиятельных людей в российском искусстве 2010» Авдей Тер-Оганьян занял 23 место.
В 2016 году организовал в Праге международный «Союз советских художников», провозгласив основой движения традиции советской художественной школы: работа с натурой, пластические формы, плэнерная живопись. Учредительный съезд Союза состоялся в сентябре 2016 года в пражской галерее Tranzitdisplay.
Более 20 лет жил и работал в Праге и Берлине.
В июне 2019 года, после закрытия уголовного дела, Авдей Тер-Оганьян вернулся в Россию. На вопрос о ближайших планах после возвращения, Тер-Оганьян ответил: «Я — художник, продолжаю свою нехитрую деятельность. Планирую заниматься искусством, потому что ничего больше я делать не умею».
В январе 2020 года при большом стечении народа выступил с лекцией «Как понимать современное искусство» в ростовской художественной галерее «Ростов».

## Работы Тер-Оганьяна на выставке «Русский контрапункт» в Лувре
В сентябре 2010 года работы Авдея Тер-Оганьяна из серии печатных работ «Радикальный абстракционизм» (2004) были исключены из программы выставки «Русский контрапункт»/«Le contrepoint Russe» в Лувре, готовящейся в рамках Года России во Франции. Со слов представителя ГЦСИ работы Тер-Оганьяна решили не отправлять за рубеж, так как они «содержат призыв к насильственному изменению конституционного строя РФ, а также призыв, направленный на разжигание межрелигиозной ненависти и вражды». «Эти работы из серии „Радикальный абстракционизм“ не получили разрешение от Росохранкультуры на вывоз, поэтому остались в Москве». 26 сентября 2010 года Тер-Оганьян выступил с открытым письмом, в котором отказался принимать участие в выставке, если не будут выполнены два условия: 1. Его работы для выставки должны быть официально выпущены из Москвы; 2. Должен быть продлён российский паспорт художнику Олегу Мавроматти, преследуемому по ст. УК РФ 282, и которому грозит экстрадиция в Россию. После ряда протестных мероприятий со стороны художников и общественности, Минкульт РФ разрешил вывоз работ из России. Поскольку не был выполнен пункт 2 ультиматума (касательно Олега Мавроматти), Тер-Оганьян объявил выставке бойкот и призвал остальных участников выставки к нему присоединиться. Однако организаторы выставки, несмотря на официальный отказ Авдея Тер-Оганьяна от участия в выставке, разместили в экспозиции все четыре его работы, заявленные ранее. Сам Тер-Оганьян даже не получил приглашения на открытие выставки, но прибыл на неё с целью дальнейшего бойкотирования и выступления в поддержку Мавроматти — за свой счёт.

## Работы находятся в собраниях
- Государственная Третьяковская галерея, Москва.
- Государственный Русский музей, Санкт-Петербург.
- Государственный Центр современного искусства, Москва.
- Музей актуального искусства ART4.RU, Москва.
- Ростовский областной музей изобразительных искусств, Ростов-на-Дону.
- Коллекция Альберто Сандретти, Италия.[32]
- Оклахомский художественный музей, коллекция Кристиан Кизи, Оклахома-Сити, США.
- Коллекция 16thLINE art-gallery, Ростов-на-Дону.
- Коллекция Евгения Нутовича, Москва.

## Цитаты
- «Оказалось, что самым страстным любителем живописи, тончайшим и колористом, и эстетом был Авдей Тер-Оганьян, разворошивший гадюшник общественного мнения своей акцией „Юный безбожник“. В его ранних наглых, неоэкспрессионистских ремейках такие импрессионисты и кубисты, Джорджоне и Энгры, Малевичи, Клее и Уорхолы, такой умопомрачительный Матисс, что даже неловко как-то становится, что человек вот так во всю глотку орет о своей любви. Когда видишь портрет Делекторской, понимаешь, как любил Матисс свою секретаршу, но когда видишь матиссовскую Делекторскую, переписанную Тер-Оганьяном, понимаешь, что этот выгнанный из худучилища хам любил её ещё больше»[13] — А. Толстова, «Коммерсантъ», 2009.
- «… логика бунта против любых институций привела Тер-Оганьяна к созданию собственной, вызывающей и издевательской „школы молодых авангардистов“, а ещё позже — к вынужденной эмиграции из России, после православной травли, устроенной против художника церковными общественниками, сочувствующими им чиновниками и прочими защитниками икон, которые Авдей публично рубил топором в московском Манеже» — Михаил Подзорный, Rabkor.Ru[33].
- «Я очень горжусь одним из первых проектов Авдея, который был реализован в 1992 году „Натюрморт с подсвечником“. Это был первый концептуальный проект в моей галерее. Авдей считал, что, приходя на выставку, люди смотрят картины — и не видят их, отвлекаясь на сюжет. Тем самым единственная возможность сделать выставку живописи — это написать одинаковый сюжет несколько раз, чтобы можно было смотреть и сравнивать, как это написано. Выставка эта в своё время прошла почти незамеченной, хотя, по-моему, это — один из самых тонких проектов Авдея. Если Бренер же по отношению к чужим произведениям был очень критичен и все время искал объяснений, почему это хуже, чем его творчество, то для Авдея искусство было изначально „ничье“, он его очень любил и доброжелательно анализировал других художников. Он с самого начала воплощал в себе фигуру патриарха, хотя был совсем ещё молодым парнем. Мы все время спорили — мне казалось, что он занимается коллективными выставками в ущерб своему личному творчеству. Он все время предлагал какие-то кураторские проекты, а я говорил ему: „Да оставь это, ты же художник, давай сделаем твою выставку!“. Авдею же всегда хотелось выйти за рамки профессии, и это стремление он реализовал в своем проекте „Школы современного искусства“, которая, хотя имела вид кураторского проекта, являлась его произведением. Тогда наш спор как бы закончился, но возобновился вновь, когда Авдей придумал акцию с рубкой икон на ярмарке в Манеже. Я был категорически против, не хотел его в этом поддерживать, и Авдей сделал перформанс, не ставя меня в известность»[34] — Марат Гельман, 2012.
- «За эти годы я окончательно понял, что я художник русский и что локальная среда для художника моего типа очень важна. Когда я жил в Москве, то считал себя интернациональным художником (в каком-то смысле я им и остаюсь), потому что современное искусство — штука интернациональная. Она абсолютно одинаковая во всех странах, сама логика — авангардистская, модернистская — в общем-то, едина, и все мы занимаемся одними и теми же вещами. Но прожив довольно долго в Чехии, немного в Берлине и поездив по Европе, я понимаю, что эта интернациональность общая только в модели. На самом деле, художник может быть эффективен только в своей локальной среде, потому что наполненность деталями в каждом городе очень специфическая. К примеру, чехи со своими чешскими документами имеют возможность жить в Европе где угодно, но они не едут в Лондон, Париж, Берлин, Дюссельдорф, Кёльн.… Это потому, что дома работать гораздо интереснее — решать задачи, исходя из общих позиций современного искусства, решать их на локальном материале»[35] — Авдей Тер-Оганьян, 2013.

## Персональные выставки
- 2019 — «Хорошо-Плохо. Ретроспектива». Галерея «VS unio», Москва[4][36].
- 2013 — «Fucked or Museum of Russian Futurists. 1978—2013». Галерея «Tranzit Display», Прага.[37]
- 2009 — «SHIT IN ART» (совм. с Иварсом Гравлейсом). Галерея «36», Оломоуц.
- 2008 — «The Medium is the Message 2008» (совм. с Иварсом Гравлейсом). Галерея «Ateliér Josefa Sudka», Прага.
- 2008 — «Лица искусства XX века» (совм. с Вацлавом Магидом). Галерея «Футура», Прага.
- 2008 — «Ольга Свиблова — говно, или Конец критического дискурса» (совм. с Зоей Черкасской). Галерея М. и Ю. Гельман, Москва[38].
- 2006 — «Школа Авангардизма». Галерея М. Гельмана, Москва.
- 2006 — «Telefonrechnung». Галерея «Вперед!», Берлин.
- 2006 — «Rot» (совместно с Е. Колбасиной). Галерея «Вперед!», Берлин.
- 2006 — «After Kitup». Галерея «Вперед!», Берлин.
- 2006 — «Голоса» (аудио реди-мейд, совм. с Алексеем Булдаковым). Галерея «Вперед!», Берлин.
- 2006 — «Avdey Ter-Oganian. Retrospective» / Авдей Тер-Оганьян. Ретроспектива. Ставангер, Норвегия.

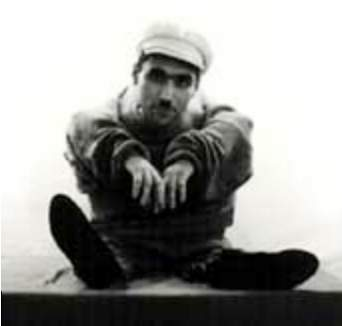
А. Тер-Оганьян, (совм. с Ильёй Китупом), «Карлики», 1992

- 2005 — «Luftfolie». Галерея «Вперед!», Берлин.
- 2005 — «Левый Марш». Перформанс-Интервенция на вернисаже 2-й Пражской биеналле. Display — Space for Contemporary Art, Прага.
- 2005 — «Школа Авангардизма». Галерея «Вперед!», Берлин.
- 2005 — «Project of the assertion of the new. Avdey Ter-Oganian 1982—2005. Retrospective» / «Авдей Тер-Оганьян. Ретроспектива». Kulturhus Stavanger, Норвегия.
- 2004 — «Ready-made now». Галерея «Вперед!», Берлин.
- 2004 — «Хорст Ебауер — чемпион мира» (совм. с Ильёй Китупом), Галерея «Вперед!», Берлин.
- 2004 — «Полосочки». Галерея М. Гельмана, Москва.
- 2003 — «Ненормативная живопись». Галерея М. Гельмана, Москва.
- 2003 — «Yves Klein, Exercise». Display — Space for Contemporary Art, Прага.
- 2000 — Галерея «Вперед!». Галерея NoD, Прага.
- 1999 — «Работы Авдея Тер-Оганьяна из коллекции галереи М. Гельмана». Галерея М. Гельмана, Москва.
- 1999 — «10 лет в искусстве». Центр современного искусства, Москва.
- 1998 — «Вон из искусства!». Галерея М. Гельмана, Москва.
- 1996 — «Солнце в бокале». Галерея М. Гельмана, Москва.
- 1993 — «Некоторые проблемы реставрации произведений современного искусства». Галерея в Трёхпрудном переулке, Москва[39].
- 1992 — «Натюрморт с подсвечником». Галерея М. Гельмана, Москва.
- 1992 — «L.H.O.O.Q.» — Галерея в Трёхпрудном переулке, Москва.
- 1992 — «Из нового». — Галерея в Трёхпрудном переулке, Москва.
- 1992 — «В сторону объекта». — Галерея в Трёхпрудном переулке, Москва.
- 1992 — «Вперед». — Галерея в Трёхпрудном переулке, Москва.
- 1992 — «Карлики». (совм. с Ильёй Китупом) — Галерея в Трёхпрудном переулке, Москва.
- 1991 — «Плохая живопись» (Совместно с В. Ситниковым). Галерея М. Гельмана, Москва.
- 1981 — «Авдей Тер-Оганьян». Городской психиатрический диспансер, Ростов-на-Дону.
- 1980 — «Авдей Тер-Оганьян». Молодёжный центр «ЭТО», Ростов-на-Дону.

## Галерея

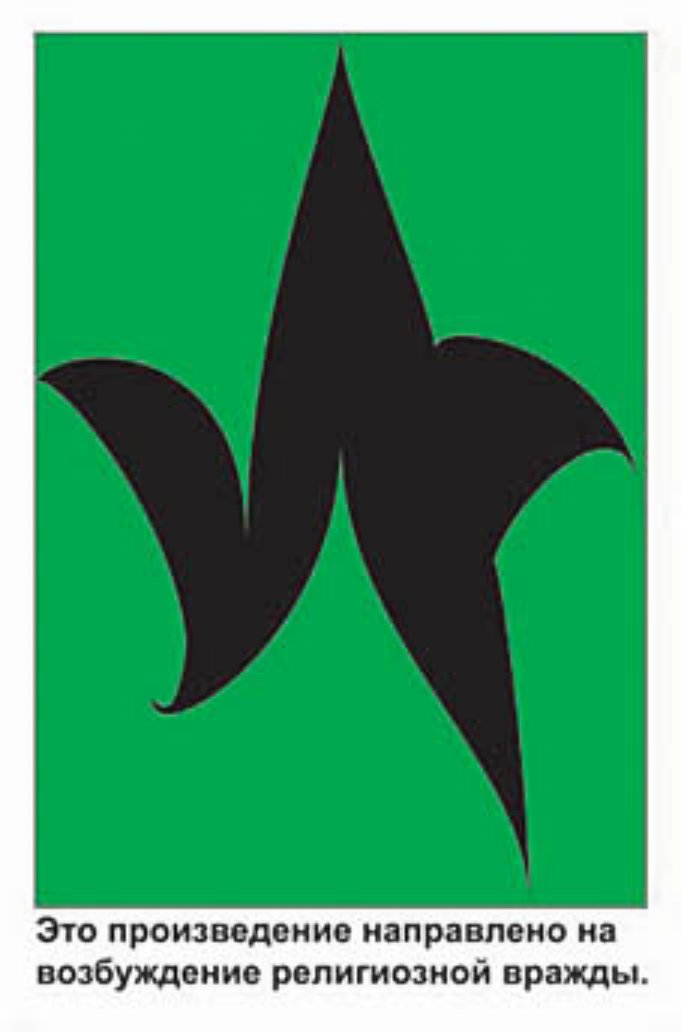
Из проекта «Радикальный абстракционизм». 150х100, х/акр, 2004.
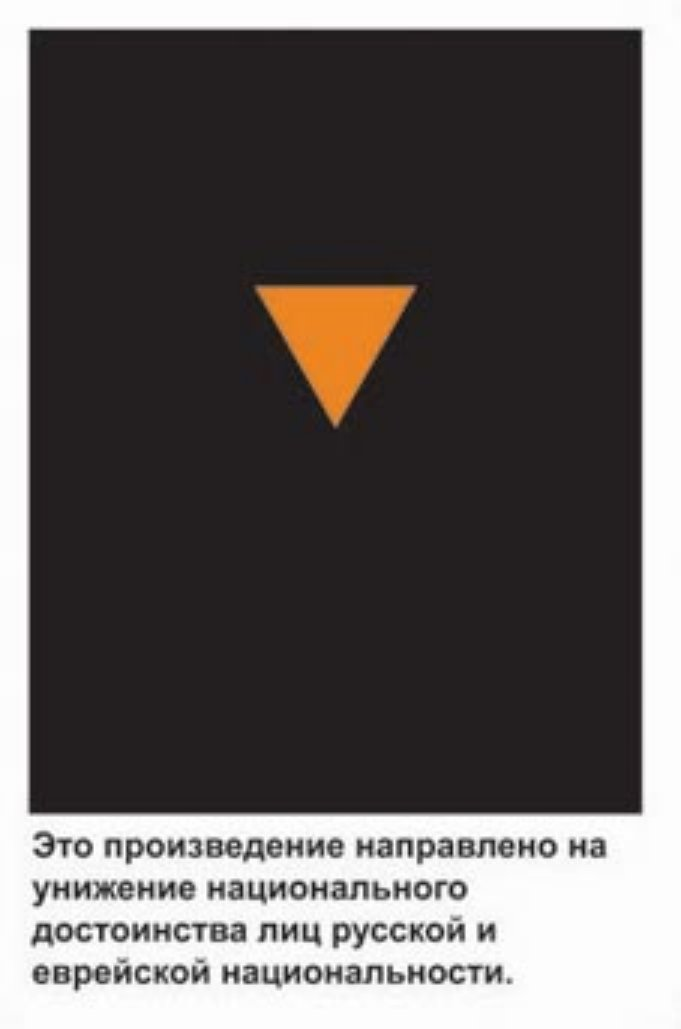
Из проекта «Радикальный абстракционизм». 150х100, х/акр, 2004.
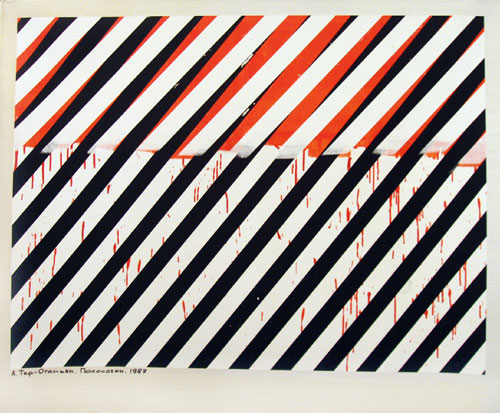
«Полосочки. 1987». Х/м, 2004.
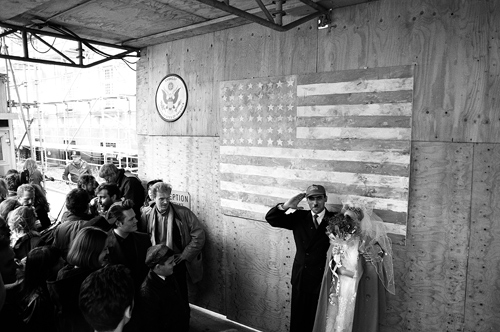
Перфоманс «Свадьба» и выставка художника А. Тер-Оганьяна. Американское посольство, Москва, 1993.
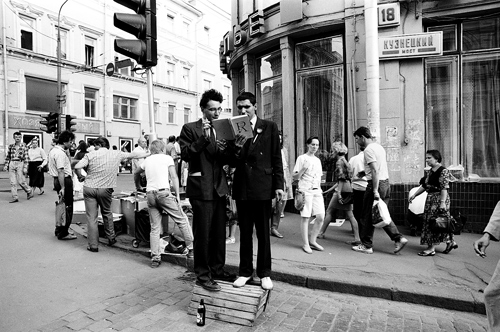
Художники И. Китуп и А. Тер-Оганьян читают Маяковского. Акция «Футуристы выходят на Кузнецкий». Москва, 1993.
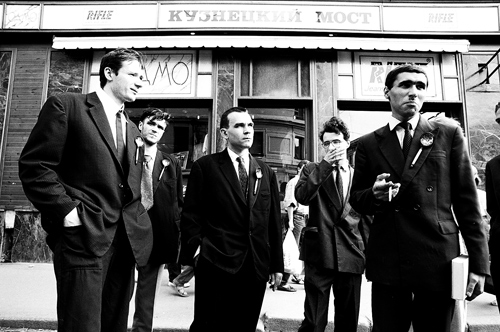
Акция «Футуристы выходят на Кузнецкий». Кузнецкий мост, Москва, 1993.
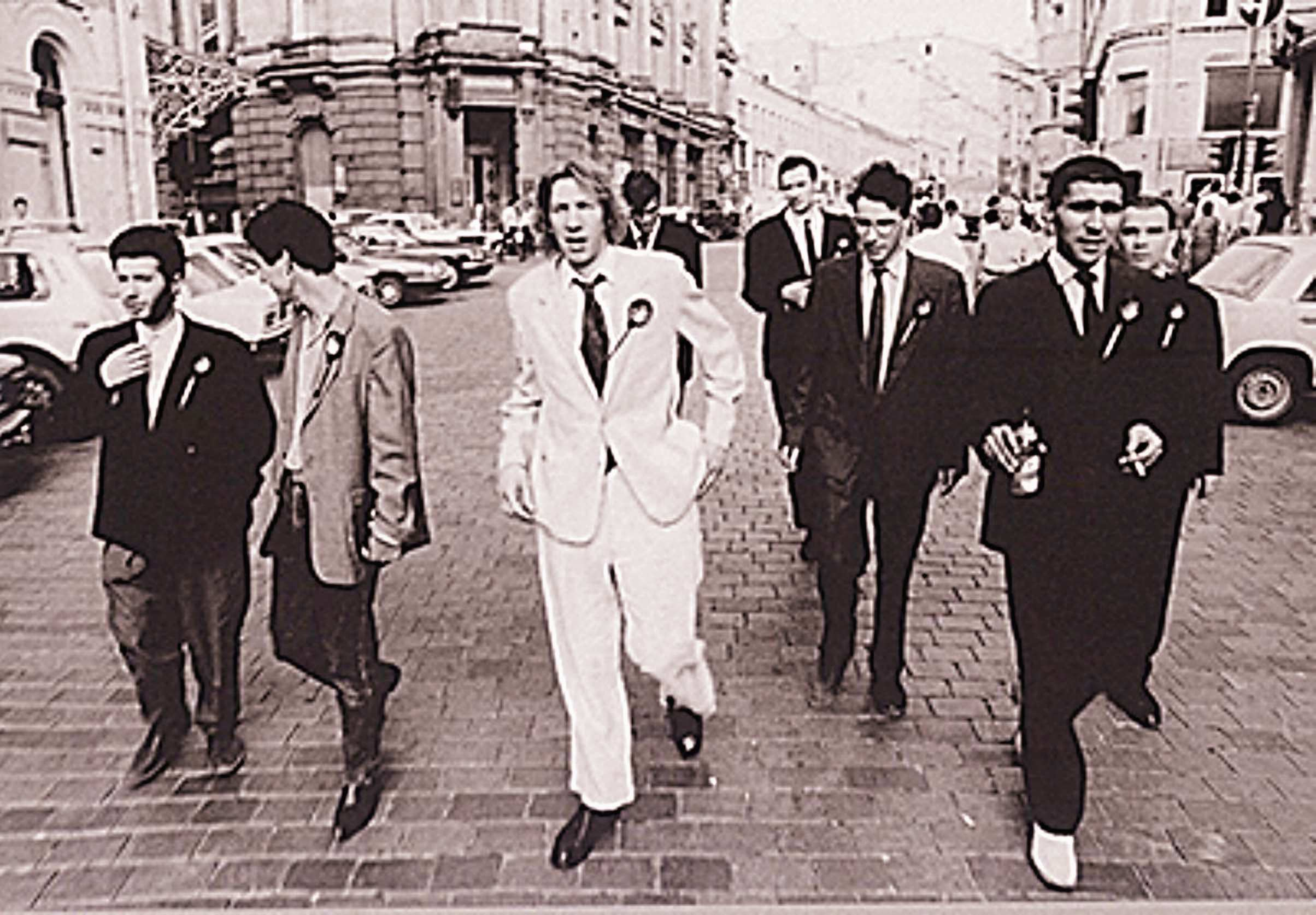
Акция «Футуристы выходят на Кузнецкий». Кузнецкий мост, Москва, 1993.
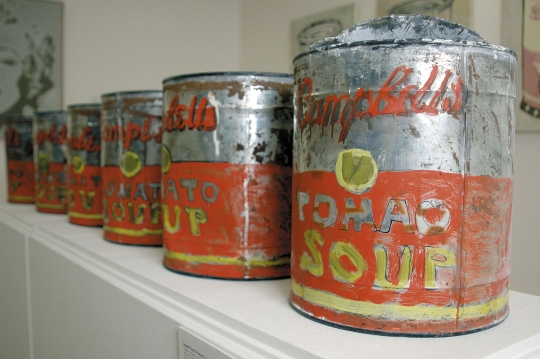
«Банки супа Кэмпбелл». Металл, нитроэмаль, 1992. ГТГ.
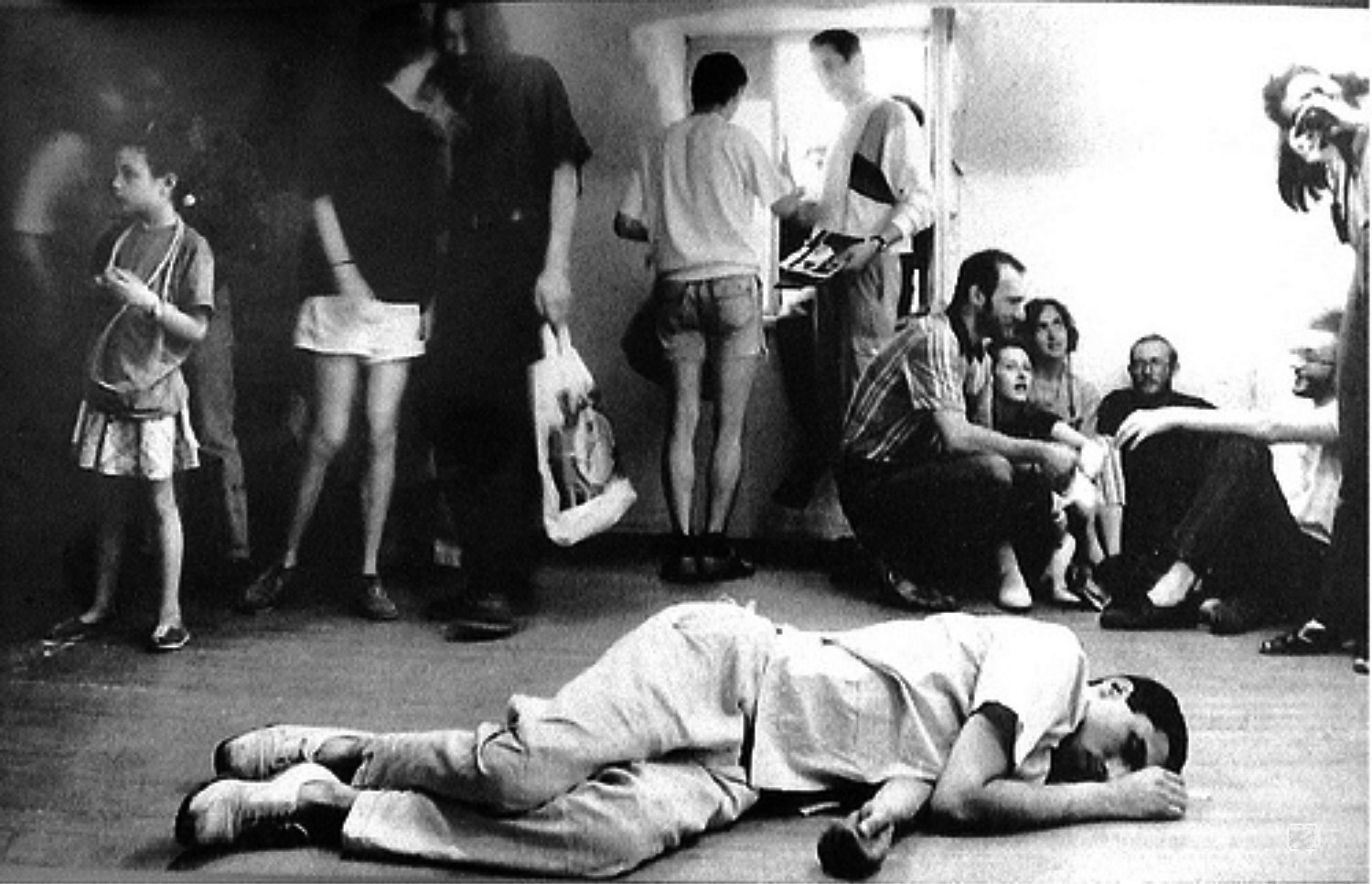
«В сторону объекта». Галерея в Трёхпрудном переулке, Москва, 1992.
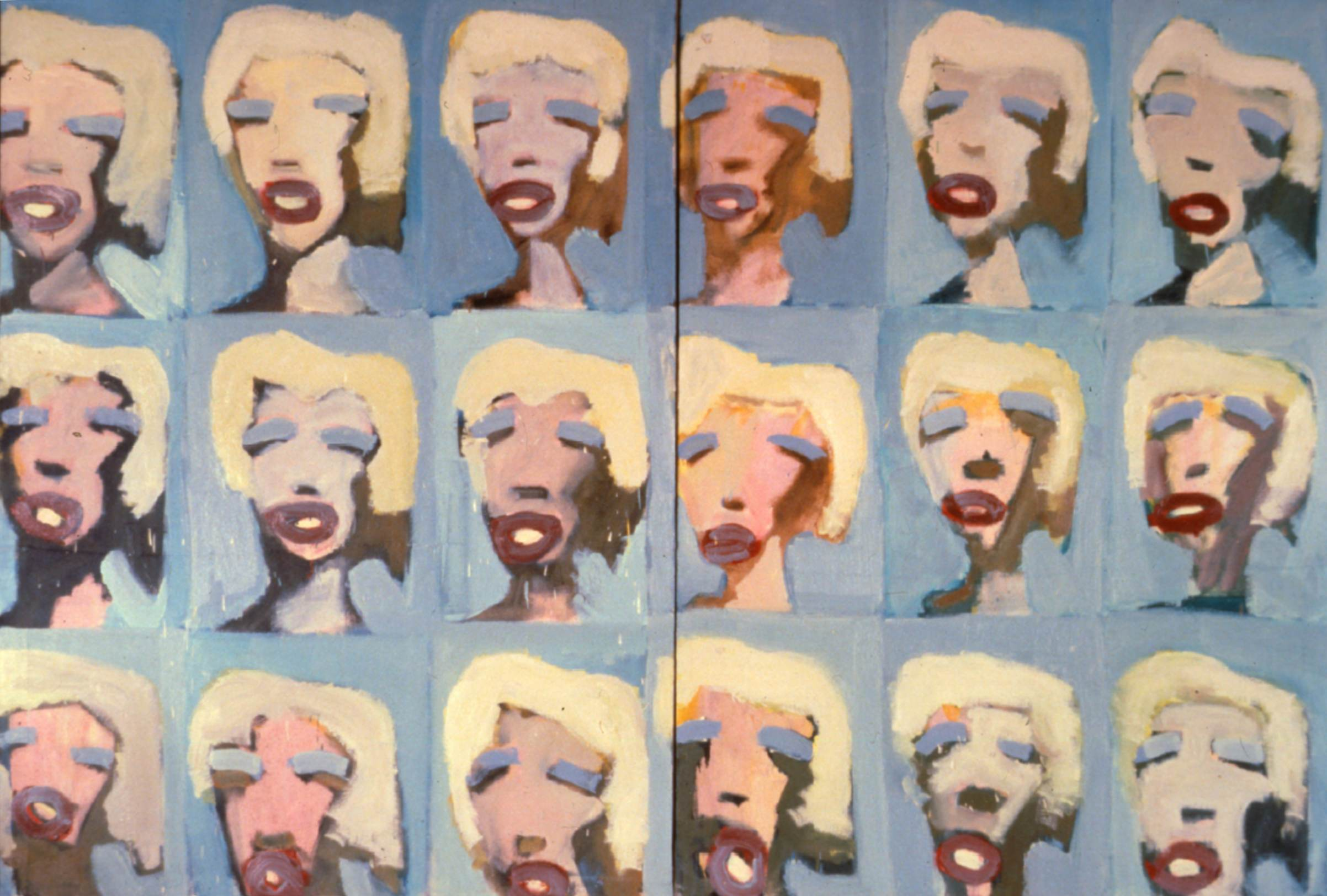
«Энди Уорхол. Мерилин». Х/м, 180х260, 1989.
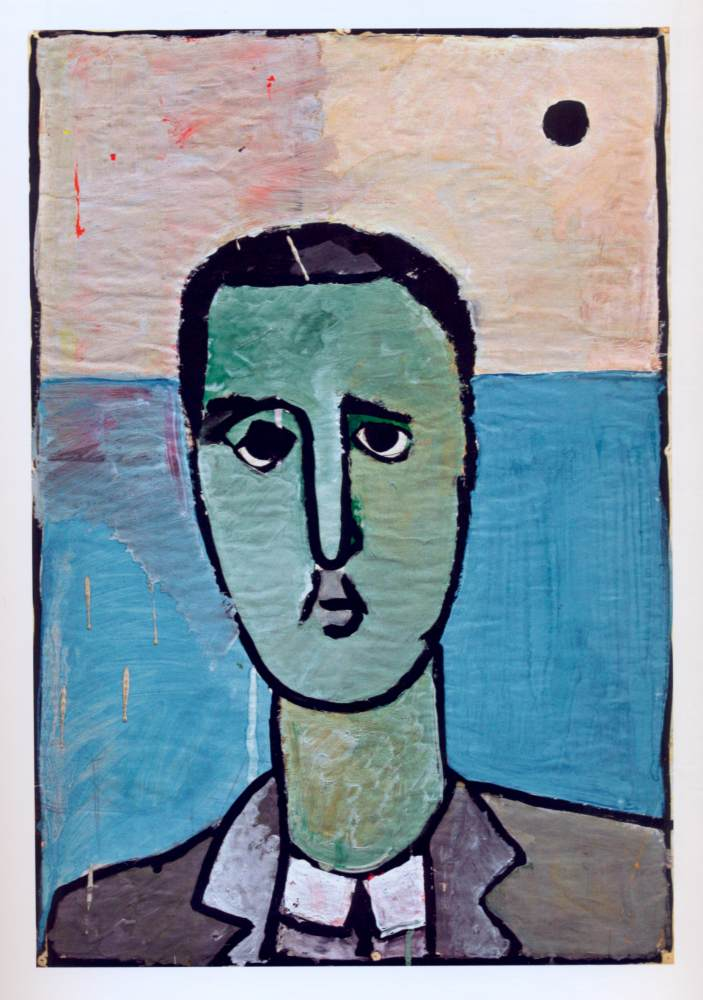
«Портрет Максима Белозора». Б/г, 78х53, 1981.

## Некоторые групповые выставки
- 2023 — «Тинькофф город: Энди Уорхол и русское искусство». Еврейский музей и центр толерантности, Москва.[40]
- 2023 — «Выставка с глубоким смыслом». Новое крыло Дома Гоголя, Москва.[41]
- 2022 — «Самая плохая выставка на свете». Галерея XL, Москва.[42]
- 2022 — «Великие чародеи живописи — 2». Галерея «Пересветов переулок», Москва.[43]
- 2021 — «Шарики и кружочки». Галерея XL, Москва.
- 2021 — «Энди Уорхол и русское искусство». Фонд Артсолус, Севкабель Порт, Санкт-Петербург.[44]
- 2021 — «Против Навального». Галерея «Пальто», Москва.
- 2021 — «Против Навального». Институт горючих ископаемых, Москва. Выставка отменена администрацией института.[45]
- 2021 — «Против Навального». Зверевский центр современного искусства, Москва. Выставка отменена Зверевским центром.[45][46]
- 2014 — «Цензура шлю-ха-ха». Галерея «Культурный Альянс» (проект Марата Гельмана), Москва.[47]
- 2010 — «Контрапункт: современное русское искусство». Лувр, Париж. Выставка была бойкотирована А. Тер-Оганьяном.
- 2010 — «Свободы!..». Квартирная выставка, Москва.
- 2009 — «Ночь в музее». Пермский музей современного искусства, Пермь.
- 2009 — «Товарищество „Искусство или смерть“». Государственный музей современного искусства, Москва.
- 2009 — «Видение». Пермский музей современного искусства, Пермь.
- 2009 — «Ремейк». М-галерея, Ростов-на-Дону.
- 2009 — «МосквАполис». Пермский музей современного искусства, Пермь.
- 2008 — «Русское бедное». Речной вокзал, Пермь.
- 2008 — «О смертном в искусстве. Памяти Николая Константинова». М-галерея, Ростов-на-Дону.
- 2007 — «Запретное искусство — 2006». Музей А. Д. Сахарова, Москва.
- 2003 — «Осторожно, религия!». Музей А. Д. Сахарова, Москва.
- 1994 — «Майская выставка». Московский дом художника на Кузнецком мосту, Москва[48].
- 1991 — «В субботний вечер». Бывший музей Ленина, Львов.
- 1990 — «За культурный отдых» (совм. с Ильёй Китупом). Выставочный зал «На Каширке», Москва.
- 1990 — «В ожидании отдыха». (совм. с Ильёй Китупом) Культурный центр на Петровских линиях, Москва[49].
- 1990 — «Великие чародеи живописи». Выставочный зал «Пересветов переулок», Москва.
- 1989 — «Выставка, которая не считается, потому что все очень плохо». Гостиница «Юность», Москва.
- 1989 — «Италия имеет форму сапога». Выставочный зал Союза художников, Ростов-на-Дону.
- 1988 — «Провинциальный авангард». Кооперативный туалет «Прогресс», Ростов-на-Дону.
- 1988 — «Жупел». Выставочный зал Союза художников, Ростов-на-Дону.
- 1988 — «Однодневная выставка». ДК завода «Прибой», Таганрог[50].

## Акции и перформансы
- 1998 — «Юный безбожник». Манеж, Москва.
- 1998 — Акция на ул. Грановского, Москва.
- 1997 — «Школа современного искусства» (в рамках Фестиваля «Золотая маска»). ВТО, Москва.
- 1996 — «Галерея „Вперед“ представляет перформансы московских художников» (в рамках Восточноевропейского Фестиваля перформансов). Тимишоара, Румыния; Берлин, Германия.
- 1992 — «Футуристы выходят на Кузнецкий» (акция). Кузнецкий мост, Москва.

## Кураторские проекты
- 2022 — «Самая плохая выставка на свете». Галерея XL, Москва.
- 2022 — «Великие чародеи живописи — 2». Галерея «Пересветов переулок», Москва.[43]
- 2022 — «Проходная выставка „Красного кружка“». Новое крыло Дома Гоголя, Москва.[51]
- 2021 — «Шарики и кружочки». Галерея XL, Москва.
- 2021 — «Против Навального». Галерея «Пальто», Москва.
- 2021 — «Против Навального». Институт горючих ископаемых, Москва. Выставка отменена администрацией института.[45]
- 2021 — «Против Навального». Зверевский центр современного искусства, Москва. Выставка отменена Зверевским центром[45][46].
- 2016 — «Союз советских художников»[16].
- 1998 — «Вон из искусства!». Галерея М. Гельмана, Москва.
- 1997 — «Портативный музей» (на основе коллекции современного искусства Музея-заповедника «Царицыно»). Центр Современного искусства Сороса, Москва. Галерея «Ape-Форум», Ярославль.
- 1995 — «Упражнения». ЦСИ, Москва.
- 1992 — «За абстракционизм». Галерея в Трехпрудном пер., Москва.
- 1992 — «Вопросы искусства». L Галерея, Москва.
- 1992 — «Форма и содержание» (совместно с К. Реуновым). Галерея в Трехпрудном пер., Москва.
- 1991 — «В субботний вечер». Бывший музей Ленина, Львов.
- 1990 — «За культурный отдых» (совм. с Ильёй Китупом). Выставочный зал «На Каширке», Москва.
- 1990 — «В ожидании отдыха» (совм. с Ильёй Китупом). Культурный центр на Петровских линиях, Москва[49].
- 1990 — «Великие чародеи живописи». Пересветов пер., Москва.
- 1989 — «Выставка, которая не считается, потому что все очень плохо». Гостиница «Юность», Москва.
- 1989 — «Италия имеет форму сапога». Выставочный зал Союза художников, Ростов-на-Дону.
- 1988 — «Провинциальный авангард». Кооперативный туалет «Прогресс», Ростов-на-Дону.
- 1988 — «Жупел». Выставочный зал Союза художников, Ростов-на-Дону.

## Фильмография
- 2020 — «Профессионал Авдей Тер-Оганьян» (Чехия, Россия). Реж. Мария Соловьёва. Д/ф, 52 мин.
- 2006 — «Кошляков, Шабельников, Тер-Оганьян, Сигутин». Д/ф, «Art via Video».

## Семья
- Серебряков, Лазарь Маркович (1792—1862) — прапрадед, адмирал, участник Кавказских походов и Крымской войны, член Адмиралтейств-совета.
- Мелик-Акопян, Ако́п Мели́к-Мирзо́евич (1835—1888) — дядя деда, армянский писатель и поэт, автор исторических романов, художественно-этнографических очерков[52].
- Бражкина, Анна Владимировна (1959) — жена, филолог и переводчик.
- Тер-Оганьян, Давид Авдеевич (1981) — сын, художник.
- Бражкин, Иван Авдеевич (1985) — сын, художник.